# Gruntruck
Gruntruck — американская рок-группа из Сиэтла.
У истоков Gruntruck стоял вокалист и гитарист Бен МакМиллан, который начинал карьеру в качестве фронтмена гранжевой группы Skin Yard, выпустив вместе с ней четыре альбома. Вместе с МакМилланом в Skin Yard принимал участие Джек Эндино, который в дальнейшем стал продюсером известных групп альтернативного рока, таких как Nirvana и Smashing Pumpkins. В 1990 году МакМиллан основал группу Gruntruck, в которую также вошли бывший барабанщик Skin Yard Норман Скотт, гитарист Том Нимайер и бас-гитарист Тим Пол. Группа исполняла традиционную для сиэтлской сцены того времени музыку, смесь панк-рока и метала, напоминавшую звучание Soundgarden, Tad, Alice in Chains и Screaming Trees.
Первая пластинка Gruntruck вышла в 1991 году на лейбле Roadrunner Records, получив название Inside Yours. В 1992 году вышел второй альбом Push. Группа приняла участие в нескольких крупных концертных турне с Alice in Chains и Pantera. В то же время, финансовые сложности, связанные с контрактными обязательствами по отношению к лейблу, привели к банкротству Gruntruck в 1996 году. После судебной тяжбы с предыдущей звукозаписывающей компанией группа выпустила мини-диск Shot на лейбле Betty Records. Следующие несколько лет музыканты работали над третьей полноформатной пластинкой, но приостановили работу из-за проблем МакМиллана со здоровьем.
В 2008 году Бен МакМиллан умер из-за осложнений сахарного диабета. В 2017 году на лейбле Found Recordings вышел третий одноимённый альбом группы, а оригинальный состав Gruntruck воссоединился для нескольких концертных выступлений.
Gruntruck, будучи гранж-группой, играли с уклоном в сторону хэви-метала. В 2017 году издание Metal Injection поставило Gruntruck на четвёртое место в "ТОП-10 наиболее тяжёлых коллективов гранжа".